# 孟秀
孟秀，緬甸聯邦撣邦北部地區，該地以產寶石聞名。孟秀於1959年以前是由世襲的土司政權統治，屬木邦的一部份。當地的民族以撣族為主，約佔85%。